# Южно-Центральный регион (Болгария)
Южно-Центральный регион — болгарский регион. Столица — Пловдив, второй по величине город Болгарии. В регион входят пять болгарских областей: Пловдивская, Пазарджикская, Смолянская, Кырджалийская и Хасковская.
Это второй по значимости экономический регион страны, ВВП которого вместе с Юго-Западным регионом составляет почти две трети национального ВВП.